# Джирарденго, Костанте
Костанте Джирарденго (итал. Costante Girardengo; 18 марта 1893, Нови-Лигуре — 9 февраля 1978, Кассано-Спинола) — самый титулованный итальянский шоссейный велогонщик своего поколения. Во времена, когда итальянские гонщики редко выступали за границей, Джирарденго многократно выигрывал Джиро д’Италия, Милан — Сан-Ремо, Джиро ди Ломбардия и национальный чемпионат.

## Биография
Костанте Джирарденго родился в многодетной небогатой семье. Его отец открыл закусочную, где профессия продавца стала началом рабочей карьеры Костанте, не позволявшей ему учиться в средней школе. Позже он работал в мастерских и на заводе, что позволило ему купить велосипед. С 1909 года Джирарденго постоянно участвовал в любительских велогонках, в 1911 году он выиграл сразу 20 соревнований. Через год он стал 2-м на престижной Джиро Тосканы, и молодого гонщика без заработной платы подписала Maino-Dunlop, компенсировавшая ему расходы на гонки. 1913 год принёс Костанте ряд громкий побед, включая чемпионат Италии, Рим — Неаполь — Рим и первый из 30 выигранных им этапов Джиро д’Италия, где в общем зачёте он стал 6-м. Джирарденго выиграл рекордные 9 национальных чемпионатов подряд (во время Первой мировой войны они не проводились), к чему и сегодня никто не может приблизиться. Выступление на Джиро привело Джирарденго к 45-дневному тюремному заключению: он служил в армии и самовольно отлучился из части на гонку. В 1914 году Костанте выиграл самый длинный 430-километровый этап Джиро, а также единственный раз в карьере стартовал на Тур де Франс, где сошёл на 5-м этапе.
В следующем сезоне Джирарденго защитил титул победителя гонки Милан — Турин, а также почти выиграл Милан — Сан-Ремо: он финишировал первым, но был дисквалифицирован за выбор неправильного пути на последних километрах. Война отняла у вышедшего на пик карьеры гонщика множество возможных побед, так как многие гонки во время неё не проводились. В 1916 году не состоялась и Милан — Сан-Ремо, а в следующем сезоне на её старт вышли всего 15 профессиональных гонщиков. Плохо чувствовавший себя Джирарденго стал вторым, уступив Гаэтано Беллони. Не участвуя в войне, в 1918 году Костанте едва не стал жертвой другого мирового бедствия — испанки. Выздоровев, он наконец выиграл Примаверу, опередив финишировавшего вторым Беллони на 13 минут. Через год Джирарденго стал на ней вторым, зато его ждал триумф на возобновившейся Джиро д’Италия — 7 побед на 10 этапах, и лидерство со старта до финиша. Часто стартуя на Джиро, Костанте затем доезжал до финиша всего дважды: в 1923 году он снова выиграл, а в 1925 стал вторым. В 1919 году Джирарденго одержал множество побед, в том числе выиграл вторую итальянскую классику — Джиро ди Ломбардия.
Продолжая много побеждать, в 1921 году Костанте во второй раз выиграл Милан — Сан-Ремо, опередив Джованни Брунеро. Тот сумел взять реванш через год, зато осенью Джирарденго одержал рекордную на тот момент третью победу на Джиро ди Ломбардия. На Джиро д’Италия следующего года он выиграл сразу 8 этапов из 10. В том же сезоне Джирарденго также в рекордный третий раз победил на Милан — Сан-Ремо. В 1924 году он выиграл Гран-при Вольбе, неофициальный чемпионат мира. Пик карьеры Костанте продолжался до 1926 года, когда он получил тяжёлую травму. В следующем сезоне у него была возможность стать первым чемпионом мира, но его опередил Альфредо Бинда. В 1928 году Джирарденго одержал последнюю громкую победу на шоссе, в шестой раз выиграв Милан — Сан-Ремо. Его результат через полвека перекрыл Эдди Меркс — 7 побед на Примавере, хотя с учётом 1915 года и Костанте 7 раз финишировал первым. Итальянец продолжил выступать до 1936 года, но переключился на трековые гонки, в то время привлекавшие истеблишмент и деньги.
Закончив карьеру, Джирарденго остался в велоспорте, консультируя итальянскую сборную и команду Maino. Некоторое время производились велосипеды с его фамилией на раме. За карьеру Костанте разбогател, он владел несколькими виллами и поместьями. Джирарденго стал участником легенды, в которой он был другом детства другого известного уроженца Нови-Лигуре — преступника Санте Полластри (Sante Pollastri). На самом деле они были едва знакомы через массажиста Джирарденго, и шестилетняя разница в возрасте опровергает детскую дружбу. Однако в Италии эта легенда попала даже в фильмы и песни.

## Главные победы
- Общий зачёт (1919, 1923) и 30 этапов Джиро д’Италия
- Милан — Сан-Ремо (1918, 1921, 1923, 1925, 1926, 1928)
Джиро ди Ломбардия (1919, 1921, 1922)
- Чемпионат Италии (1913, 1914, 1919, 1920, 1921, 1922, 1923, 1924, 1925)
- Милан — Турин (1914, 1915, 1919, 1920, 1923)
- Джиро дель Пьемонт (1919, 1920, 1924)
- Джиро дель Эмилия (1918, 1919, 1921, 1922, 1925)
- Джиро делла Романья (1922, 1926)
- Джиро ди Тоскана (1923, 1924)
- Джиро дель Венето (1923, 1924, 1925, 1926)
- Рим — Неаполь — Рим (1913, 1921, 1922, 1923, 1925)
- Милан — Модена (1919, 1920, 1928)
- Гран-при Вольбе (1924)
- Тур дю Лак Леман (1922)